# Triplophyllum speciosum
Triplophyllum speciosum är en ormbunkeart som först beskrevs av Georg Heinrich Mettenius och Oskar Kuhn, och fick sitt nu gällande namn av Holtt. Triplophyllum speciosum ingår i släktet Triplophyllum och familjen Tectariaceae. Inga underarter finns listade.